# Ransbergs distrikt
Ransbergs distrikt är ett distrikt i Tibro kommun och Västra Götalands län. 
Distriktet ligger norr om Tibro. 

## Tidigare administrativ tillhörighet
Distriktet inrättades 2016 och utgörs av socknen Ransberg i Tibro kommun.
Området motsvarar den omfattning Ransbergs församling hade vid årsskiftet 1999/2000.